# 新出来
新出来（しんでき）は、愛知県名古屋市東区の地名。現行行政地名は新出来一丁目から新出来二丁目および新出来町がある。新出来は住居表示実施・新出来町は未実施。

## 地理
名古屋市東区中央部に位置する。西は徳川一丁目・徳川町、南は筒井一丁目・百人町に接する。

## 歴史

### 町名の由来
尾張藩大曽根御殿の南部一帯が払い下げられ、新たに町屋として出来たことに由来するという。

### 沿革
- 1871年（明治4年） - 新出来町が成立する[1]。
- 1878年（明治11年）12月20日 - 名古屋区編入に伴い、同区新出来町となる[4]。
- 1880年（明治13年） - 西春日井郡新出来町を編入[1]。
- 1889年（明治22年）10月1日 - 名古屋市成立に伴い、同市新出来町となる[4]。
- 1908年（明治41年）4月1日 - 東区編入に伴い、同区新出来町となる[4]。
- 1927年（昭和2年）4月15日 - 4丁目86において、名古屋市により新出来町保育園が開設され、幼児中間保育が行われた[5]。
- 1931年（昭和6年） - 一部が徳川町に編入される[1]。
- 1938年（昭和13年）1月25日 - 一部が古出来町に編入される[4]。
- 1979年（昭和54年）5月5日 - 一部が出来町三丁目・矢田南一丁目に編入される[4]。
- 1980年（昭和55年）11月23日 - 東区古出来一丁目および出来町三丁目に一部が編入される[4]。
- 1981年（昭和56年）9月13日 - 新出来町は新設の新出来一丁目および新出来二丁目のほか、徳川町・徳川一丁目・筒井一丁目・大松町・東大曽根町・出来町一丁目・出来町二丁目に大部分が吸収され、道路部分以外が消滅[4]。

## 世帯数と人口
2019年（平成31年）2月1日現在の世帯数と人口は以下の通りである。
| 丁目         | 世帯数  | 人口    |
| ------------ | ------- | ------- |
| 新出来一丁目 | 306世帯 | 668人   |
| 新出来二丁目 | 472世帯 | 856人   |
| 計           | 778世帯 | 1,524人 |

### 人口の変遷
国勢調査による人口の推移
| 2000年（平成12年） | 1,345人 | [ WEB 6 ] |  |
| 2005年（平成17年） | 1,395人 | [ WEB 7 ] |  |
| 2010年（平成22年） | 1,423人 | [ WEB 8 ] |  |
| 2015年（平成27年） | 1,488人 | [ WEB 9 ] |  |

## 学区
市立小・中学校に通う場合、学校等は以下の通りとなる。また、公立高等学校に通う場合の学区は以下の通りとなる。なお、小学校は学校選択制度を導入しておらず、番毎で各学校に指定されている。
| 丁目         | 小学校                                    | 中学校               | 高等学校 |
| ------------ | ----------------------------------------- | -------------------- | -------- |
| 新出来一丁目 | 名古屋市立旭丘小学校 名古屋市立明倫小学校 | 名古屋市立桜丘中学校 | 尾張学区 |
| 新出来二丁目 | 名古屋市立明倫小学校                      | 名古屋市立桜丘中学校 | 尾張学区 |

## 交通
- 愛知県道215号田籾名古屋線（出来町通）[2]
- 基幹バス新出来町線[2]

## 施設
- 須佐之男社[2]
- 真宗大谷派覚音寺[2]
- 臨済宗妙心寺派徳源寺[2]
- 新出来西公園

2003年（平成15年）4月1日供用開始。

## その他

### 日本郵便
- 郵便番号 : 461-0038[WEB 3]（集配局：名古屋東郵便局[WEB 13]）。

### WEB
1. 1 2  “愛知県名古屋市東区の町丁・字一覧”.   人口統計ラボ. 2017年10月7日閲覧。
2. 1 2  “町・丁目(大字)別、年齢(10歳階級)別公簿人口(全市・区別)”.   名古屋市 (2019年2月20日). 2019年3月10日閲覧。
3. 1 2  “郵便番号”.  日本郵便. 2019年3月17日閲覧。
4. ↑  “市外局番の一覧”.   総務省. 2019年1月6日閲覧。
5. ↑  名古屋市役所市民経済局地域振興部住民課町名表示係 (2017年3月15日). “東区の町名一覧”.   名古屋市. 2017年10月7日閲覧。
6. ↑  名古屋市役所総務局企画部統計課統計係 (2005年7月1日). “（刊行物）名古屋の町(大字)・丁目別人口 (平成12年国勢調査) 東区” (xls). 2017年10月8日閲覧。
7. ↑  名古屋市役所総務局企画部統計課統計係 (2007年6月29日). “平成17年国勢調査　名古屋の町(大字)別・年齢別人口 東区” (xls). 2017年10月8日閲覧。
8. ↑  名古屋市役所総務局企画部統計課統計係 (2012年6月29日). “平成22年国勢調査　名古屋の町(大字)別・年齢別人口 東区” (xls). 2017年10月8日閲覧。
9. ↑  名古屋市役所総務局企画部統計課統計係 (2017年7月7日). “平成27年国勢調査　名古屋の町(大字)別・年齢別人口” (xls). 2017年10月8日閲覧。
10. ↑  “市立小・中学校の通学区域一覧”.   名古屋市 (2018年11月10日). 2019年1月14日閲覧。
11. ↑  “平成29年度以降の愛知県公立高等学校（全日制課程）入学者選抜における通学区域並びに群及びグループ分け案について”.   愛知県教育委員会 (2015年2月16日). 2019年1月14日閲覧。
12. ↑  “都市公園の名称、位置及び区域並びに供用開始の期日” (2019年5月1日). 2019年11月3日閲覧。
13. ↑  郵便番号簿 平成29年度版 - 日本郵便. 2019年03月10日閲覧 (PDF)

### 書籍
1. 1 2 3 4  名古屋市計画局 1992, p. 143.
2. 1 2 3 4 5 6 7  「角川日本地名大辞典」編纂委員会 1989, p. 1513.
3. ↑  名古屋市計画局 1992, p. 144.
4. 1 2 3 4 5 6 7  名古屋市計画局 1992, p. 742.
5. ↑  名古屋市会事務局 1964, p. 94.